# Minueto en fa mayor, KV 5 (Mozart)

Retrato de Wolfgang Amadeus Mozart a la edad de seis años.

El Minueto para teclado en fa mayor, K. 5 es una breve pieza musical, compuesta por Wolfgang Amadeus Mozart en Salzburgo, el día 5 de julio de 1762, cuando tan sólo contaba con seis años de edad. Esta pieza de música es la décima composición de Mozart, y se encuentra recogida en el conocido como Nannerl Notenbuch, un pequeño cuaderno que Leopold Mozart, el padre de Wolfgang, empleaba para enseñar música a sus hijos. La pieza fue puesta por escrito por Leopold, en tanto que el pequeño Wolfgang no sabía escribir música por entonces, dada su corta edad.

## Descripción
Es una pieza muy breve, compuesta por solo veintidós compases, de unos cuarenta y cinco segundos de duración, y está en la tonalidad de fa mayor. Suele ser interpretada en el clavicémbalo, aunque en su ejecución pueden emplearse otros instrumentos de teclado.

## Análisis
El minueto, recogido en la primera colección de obras de Mozart, es de tempo más bien moderado, en compás de 3/4. La pieza consta de un primer motivo de dos compases, que genera todo el material motívico de la pieza. La primera semifrase coincide con los cuatro primeros compases de la obra; la segunda, construida con un motivo derivado por disminución del primero, se extendería desde el quinto compás hasta el décimo, concluyendo con una semicadencia, con la que se realiza una flexión a la tonalidad de la dominante. Seguidamente, aparece una progresión por segundas ascendentes, en la que se utiliza el primer motivo, y un pasaje similar a la segunda semifrase de la frase anterior, pero adaptados a la nueva armonía, finalizando con una cadencia auténtica.
El comienzo de la pieza es tético y los ornamentos que aparecen a lo largo de la misma son las apoyaturas de los compases 3 y 24.